# Superficie de concha marina

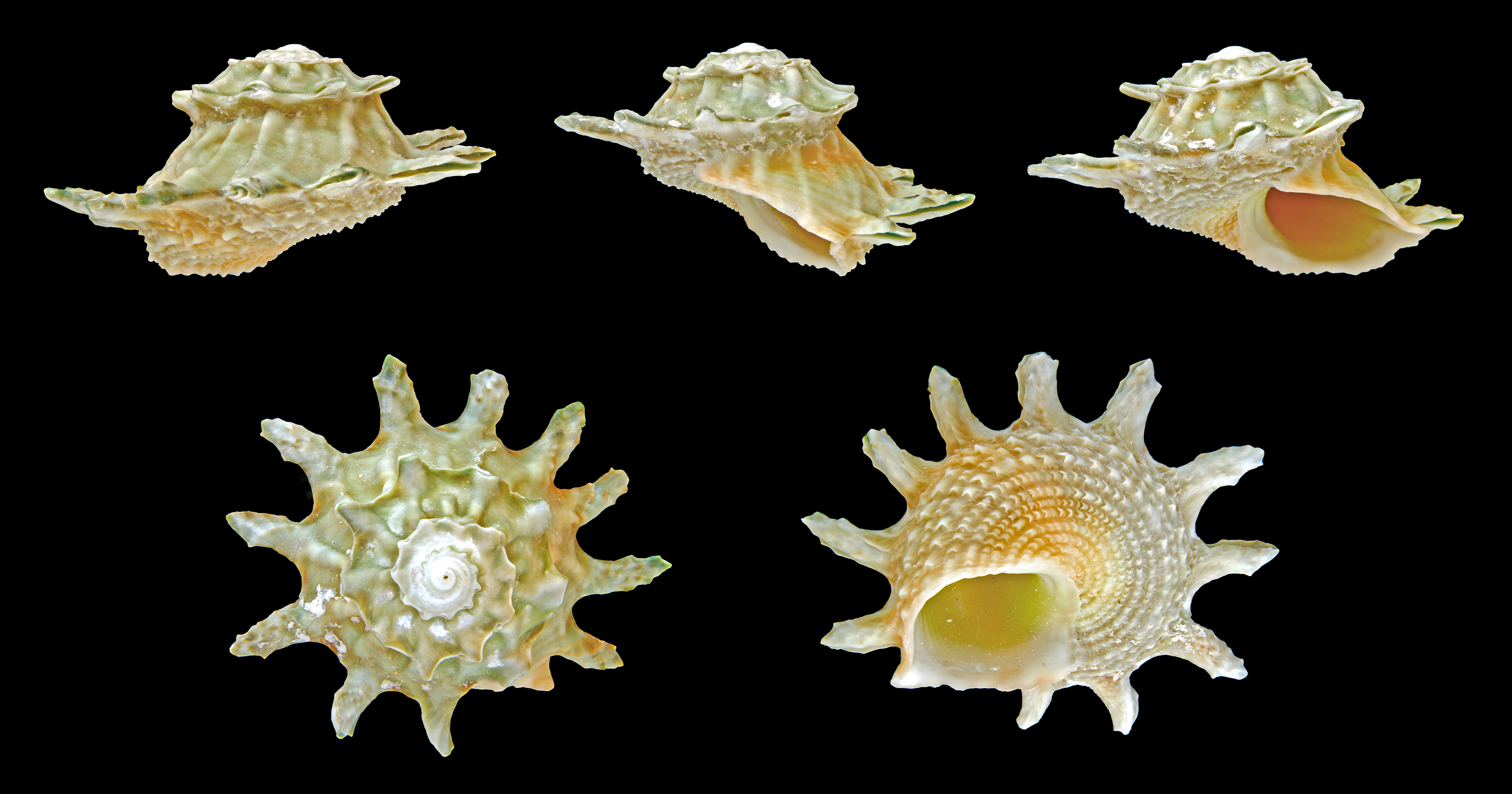
Concha marina Astralium calcar, de un diámetro de 3.5 cm, originaria de las Filipinas.

En matemáticas, una superficie de concha marina es una superficie descrita por un círculo que se mueve en espiral al tiempo que asciende en dirección al eje z. Reciben este nombre por su semejanza a las conchas de ciertos moluscos, aunque existen moluscos cuyas conchas no son descritas por estas superficies.

## Ejemplo
La siguiente es una parametrización de la superficie de una concha de mar:
{\displaystyle {\begin{aligned}x&{}={\frac {5}{4}}\left(1-{\frac {v}{2\pi }}\right)\cos(2v)(1+\cos u)+\cos 2v\\\\y&{}={\frac {5}{4}}\left(1-{\frac {v}{2\pi }}\right)\sin(2v)(1+\cos u)+\sin 2v\\\\z&{}={\frac {10v}{2\pi }}+{\frac {5}{4}}\left(1-{\frac {v}{2\pi }}\right)\sin(u)+15\end{aligned}}}
donde {\displaystyle 0\leq u<2\pi } y {\displaystyle -2\pi \leq v<2\pi }.

## Las espirales en las conchas de gastrópodos

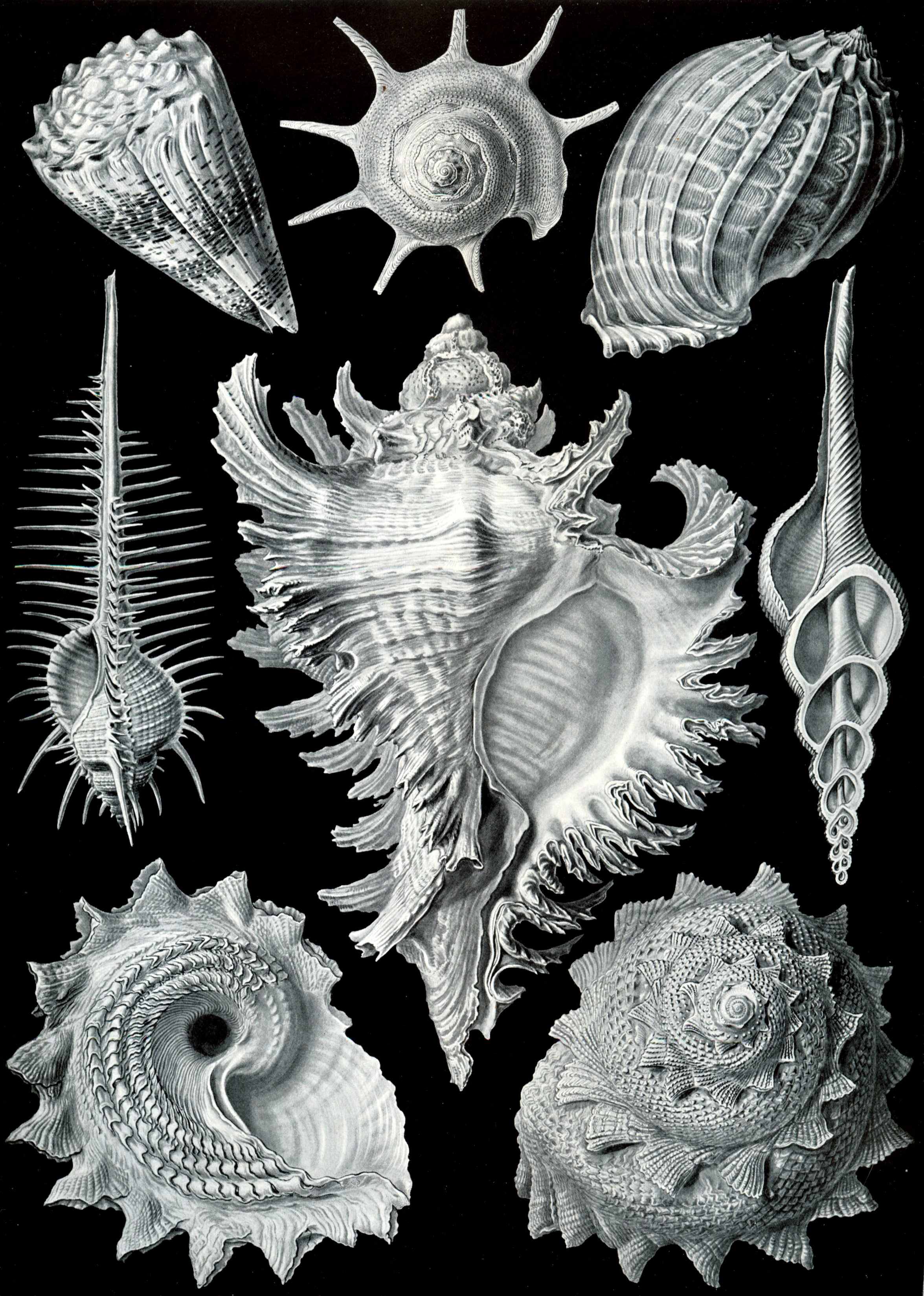
Dibujo de los Prosobranchia, de Ernst Haeckel.

El estudio de las espirales en la naturaleza tiene una larga historia que se remonta a Christopher Wren, quien observó que muchas conchas animales formaban una espiral logarítmica. Jan Swammerdam observó las características comunes de un amplio abanico de conchas, desde la  Helix hasta la Spirula, y Henry Nottidge Moseley describió la geometría de las conchas de los Gastropoda. En Sobre el crecimiento y la forma, D'Arcy Wentworth Thompson examina exhaustivamente estas espirales. Describe cómo las conchas se forman siguiendo una curva que rota en torno a un eje, de modo que la forma de la curva permanece constante pero su tamaño aumenta en progresión geométrica. En algunas conchas como Nautilus y las amonites la curva generatriz gira en un plano perpendicular al eje y la concha se conforma como figura discoidal plana. En otras sigue un patrón espacial, con forma de hélice. Thompson también estudió la aparición de espirales en la anatomía de diversos cuernos, pelambres, dientes, uñas y algunas plantas.